# 禁忌
禁忌或忌諱等（英語：Taboo），是基於文化觀念對某種言論或行為的禁止，認為它對普通人來說過於令人反感或過於神聖。 這種禁令幾乎存在於所有社會，是普世文化通則之一。不過儘管多數文化都把殺人、強姦和母子亂倫等視為禁忌，所有的文化也都有自己的禁忌語（例如髒話）和飲食禁忌，禁忌的實際內容通常是因文化而異的。
“禁忌”一詞的含義在社會科學中有所擴展，嚴格禁止與基於道德判斷、宗教信仰或文化規範的神聖或禁止的人類活動或習俗的任何領域有關。經濟學家 Chaim Fershtman 所言：「一個禁忌只有在背離他時有潛在的私人利益才有意義」。換句話說，對人直接有害的行為，本來就不會有人想要去做，也不算是禁忌。

## 字源
大多數西方語言中，禁忌稱為“Taboo”，這個詞來自玻里尼西亞語，字面意思是“明確識別”。 航海家兼探險家詹姆斯·庫克在他的航海日誌中描述了波利尼西亞人的行為，他們使用“tapu”這個詞來表示任何被禁止做、看或觸摸的事情。

## 概述
禁忌是一個社群基於一套共同認定的社會規則或文化改革的協議，以基本的方式命令或禁止某些行為。禁忌通常被認為是不需且不可懷疑的、嚴格的、無條件的，它們是普遍存在的，它們經常是正常運轉的人類社會的一部分。禁忌作為社會規範仍然不言而喻，或者透過間接主題化（例如反諷）或雄辯的沉默來表示：在這方面，被禁忌所覆蓋的東西被排除在任何合理的辯護和批評之外。正是由於它們的共同認定、隱含的特性，禁忌不同於成文法律領域中帶有正式處罰的明示禁令。 幾乎所有進入人類視野的生物、物體或情況都可以成為禁忌。禁忌可以涉及語言、事物（例如食物禁忌）、行為（例如亂倫禁忌）、衝突話題、植物和動物、資源的使用、個人或社會群體等。

## 成因
禁忌有時是為了保護人類個體，但它們存在的可能原因還有很多。有些禁忌都有明顯的生態或醫學背景，例如對排泄物的禁忌。包括一些在原始出處被視為與宗教或靈性有關者，背後也可能有生物學解釋。禁忌可以幫助更有效地使用資源，但是當僅應用於社群的一個子部分時，它們也可以被用於壓制目的。被特定群體或部落承認為他們（生活）方式的一部分的禁忌有助於該群體的團結，幫助該特定群體在他人面前脫穎而出並保持其認同，從而創造一種“歸屬感”。
因為人類都有避險的本能，且當災害發生時人類無法處理時，人類會在往後的社會生活中避開這些行為，並認為這些行為會對人類生活帶來不可逆的災禍。這些行為與災禍的因果，導致人類主動形成避免這些災難發生的意識或行為，禁忌便是人類透過這種思維模式產生出來。
禁忌和宗教是同時產生的，西方學者認為宗教始於驚奇，而從東方的文化中能看出對神靈的祭拜和敬畏之心，與對神靈力量產生出的驚奇情感是有密切關聯的。驚奇是人類對不可抗拒之物產生出的心理反應，如果人們將這些情感與某些行為產生固定的關聯，此種意識和心態會趨使人類做應該做的，不做不該做的，於是，禁忌和崇拜的心裡便會同時產生。
禁忌也是社會身分中不可缺失的一環，當接受某個社會身分，就表示你接受了那個社會的道德標準、規範以及禁忌，對於想要維持這種社會身分的渴望，會驅使人們對於有違反禁忌的想法進行懲罰。因此能使人們達到對自我行為跟想法的管制，達到有效的社會控制。

## 飲食禁忌
飲食禁忌廣乏存在於各地社會，包括對食物類型、進食方式、進食時間的禁忌。許多飲食禁忌和宗教有關。例如在許多徒手進食的文化中，往往要求只能用右手進食，使用左手是一個禁忌。
在同一個社會中，對於不同族群可能有不同的禁忌。例如印度教的婆羅門種姓不能接觸、食用肉魚蛋等食物，也不吃或烹飪洋蔥和大蒜，但另外三個種姓沒有此禁忌，只在特定宗教場合或是成為寡婦時，禁止吃蛋、魚、肉類。

## 語言禁忌
有些詞彙或語言在特定的場合被禁止，例如漢字文化圈以及玻里尼西亞文化的避諱，需避免說出尊長或所尊敬的人之名字。新幾內亞一些民族在採集露兜樹果實時，必須使用露兜樹語。在一些猶太教和基督教教派中，神的名字過於神聖，不可說出。
在漢字文化圈中，有許多源自諧音的禁忌，例如四的禁忌，因為數字「四」讀音與「死」字相近，被視為不吉利。送禮時如果「送鐘」，因為和和「送終」同音而忌諱。

## 政治因素
禁忌的背後有時有政治因素。在威權國家，對政府的批評往往是禁忌。在德國和奧地利，納粹相關的事物為禁忌，並且任何對納粹的支持都是明文禁止的犯罪行為。近年來，對政治正確的追求造成一些字詞被認為有歧視性，而成為禁忌。

## 宗教禁忌
除了宗教经典规定的禁忌之外，近代新出现的事物亦会因宗教因素所禁忌。例如，电视被犹太教哈雷迪派、中国部分穆斯林、部分佛教徒所禁忌。

### 伊斯兰教
日常生活中，除了食品、服饰等方面的禁忌。随着瓦哈比派的兴起，世俗化的生活方式成为伊斯兰国家新的禁忌。瓦哈比派的观点，音乐（除手鼓）、舞蹈等文化娱乐活动皆为禁忌。在中国穆斯林社群中，受泛清真化的影响，居住政府资助建设的住宅、收看电视等亦成为禁忌。

### 猶太教
除了一直以来的犹太教严格的食品规定外。各犹太教派对现代文化、事物有不同的禁忌。犹太教哈雷迪派家中通常无电视、电脑，严格禁止孩子接触網際網路，但并不拒绝现代科技产品与家电，如電話、烤箱、冰箱、微波炉等。

### 佛教
部分佛教人士认为看电视、电影等会影响修行，因此，修行之人不能看电视。